# Seznam slikarjev
Seznam slikarjev je krovni seznam:
- seznam ameriških slikarjev
- seznam angleških slikarjev
- seznam angolskih slikarjev
- seznam argentinskih slikarjev
- seznam armenskih slikarjev
- seznam avstralskih slikarjev
- seznam avstrijskih slikarjev
- seznam azerbajdžanskih slikarjev
- seznam baskovskih slikarjev
- seznam belgijskih slikarjev
- seznam beloruskih slikarjev
- seznam bolgarskih slikarjev
- seznam brazilskih slikarjev
- seznam britanskih slikarjev
- seznam čeških slikarjev
- seznam čilenskih slikarjev
- seznam danskih slikarjev
- seznam estonskih slikarjev
- seznam finskih slikarjev
- seznam flamskih slikarjev
- seznam francoskih slikarjev
- seznam gruzinskih slikarjev
- seznam grških slikarjev
- seznam haitskih slikarjev
- seznam hrvaških slikarjev
- seznam indijskih slikarjev
- seznam iranskih slikarjev
- seznam irskih slikarjev
- seznam islandskih slikarjev
- seznam italijanskih slikarjev
- seznam izraelskih slikarjev
- seznam južnoafriških slikarjev
- seznam kubanskih slikarjev
- seznam latvijskih slikarjev
- seznam madžarskih slikarjev
- seznam makedonskih slikarjev
- seznam mehiških slikarjev
- seznam nemških slikarjev
- seznam nizozemskih slikarjev
- seznam norveških slikarjev
- seznam novozelandskih slikarjev
- seznam perujskih slikarjev
- seznam poljskih slikarjev
- seznam portugalskih slikarjev
- seznam romunskih slikarjev
- seznam slovaških slikarjev
- seznam slovenskih slikarjev
  - seznam slovenskih slikarjev, ki slikajo z usti ali nogami
- seznam srbskih slikarjev
- seznam španskih slikarjev
- seznam švedskih slikarjev
- seznam švicarskih slikarjev
- seznam turških slikarjev
- seznam urugvajskih slikarjev
- seznam valižanskih slikarjev
- seznam venezuelskih slikarjev
- seznam zimbabvejskih slikarjev